# Flaga Abu Zabi

Flaga Abu Zabi jest prostokątna, czerwona z białym kantonem w górnym prawym rogu flagi. Kanton zajmuje 1/3 szerokości i 1/3 długości flagi. Początkowo flaga emiratu była cała czerwona. Po traktacie zawartym z Wielką Brytanią w 1820 roku dodano biały pas, zamieniony w 1958 roku na kanton.